# Louis Napoleon George Filon
Louis Napoleon George Filon (Saint-Cloud, França, 22 de novembro de 1875 — Croydon, 29 de dezembro de 1937) foi um matemático inglês nascido na França.